# 恩島

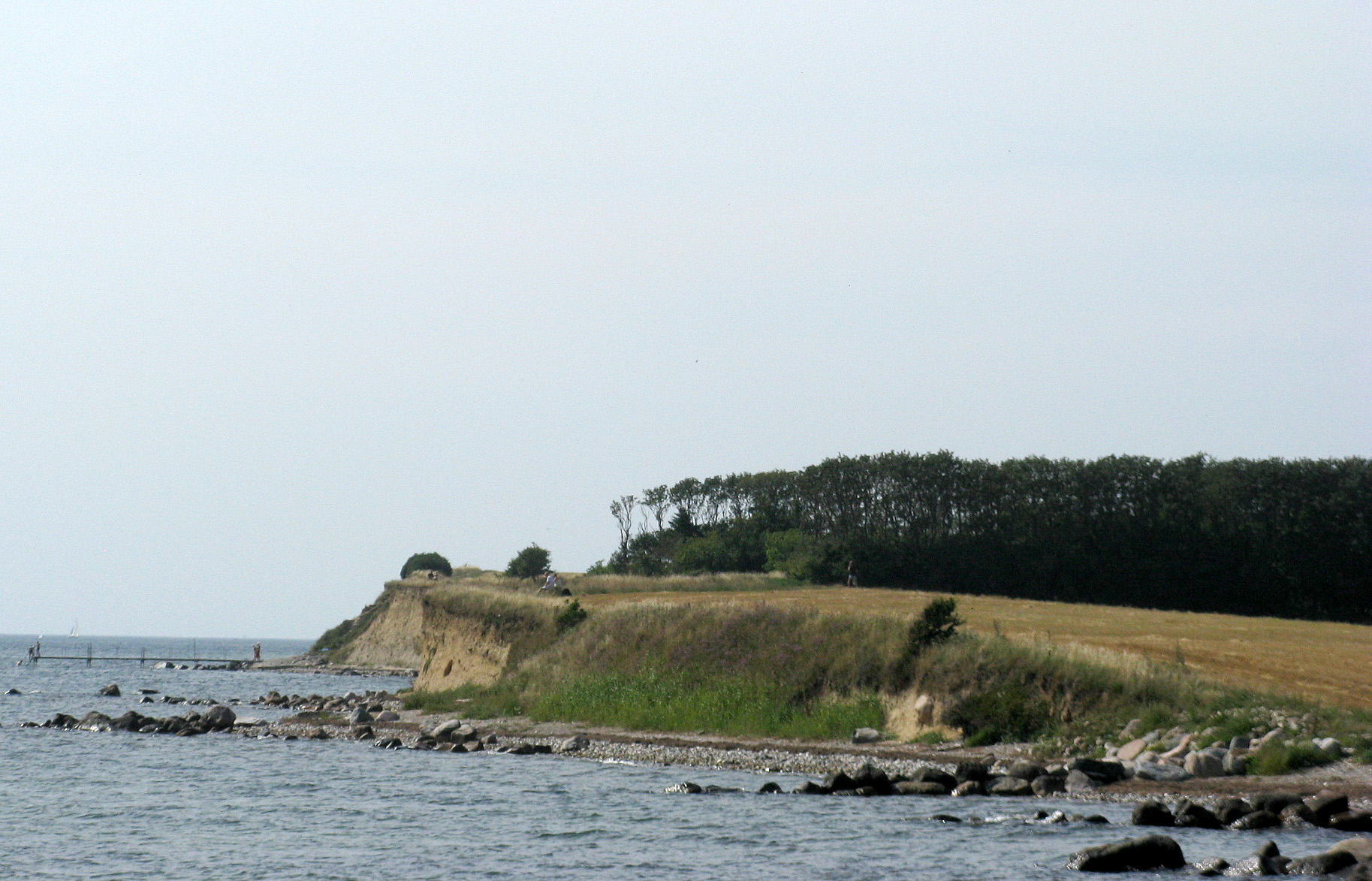

恩島是丹麥的島嶼，位於西蘭島西面波羅的海，由西蘭大區負責管轄，長5.7公里、寬2公里，面積3.4平方公里，最高點海拔高度11米，2012年人口297。
55°9′39″N 11°40′44″E / 55.16083°N 11.67889°E